# Frank Sels
Frank Sels (Antwerpen, 3 december 1942 - 19 december 1986) was een Belgische stripauteur.
Van 1963 tot 1966 werkte hij bij Studio Vandersteen als inkter voor verhalen van De Rode Ridder (onder andere de verhalen Koning Arthur en De Barst in de Ronde Tafel) en Karl May. In 1967 en 1968 was hij samen met Edgard Gastmans korte tijd verantwoordelijk voor Bessy.
Hierna maakte hij, aanvankelijk samen met Claus Scholz, de stripreeks Zilverpijl, voornamelijk voor de Duitse markt, maar het verscheen net als zijn vikingreeks Zeearend ook in het blad Ohee.
In 1984 en 1985 verschenen vijf korte stripverhalen van zijn hand in het Duitse blad Gespenster Geschichten.
Sels had de reputatie Europa's meest productieve striptekenaar te zijn. In 1986 pleegde hij zelfmoord. 

## Bron
- Lambiek comiclopedia: Frank Sels

1. ↑  Stripnieuws: 't Vlaams Stripcentrum lanceert nieuwe collectie Sfinx, Stripspeciaalzaak.be. Gearchiveerd op 25 juni 2023.

- Gemeinsame Normdatei: 129028681
- International Standard Name Identifier: 0000 0003 9114 6883
- RKD-Nederlands Instituut voor Kunstgeschiedenis: 99900
- Virtual International Authority File: 6000137